# Myoglanis koepckei
Myoglanis koepckei es una especie de pez de la familia Heptapteridae en el orden de los Siluriformes.

## Morfología
Los machos pueden llegar alcanzar los 5,9 cm de longitud total.
Número de  vértebras: 47.

## Hábitat
Es un pez de agua dulce y de clima tropical.

## Distribución geográfica
Se encuentran en la cuenca del río Amazonas, en el Perú.